# لولتا (کالیفرنیا)
لولتا (به انگلیسی: Loleta) یک منطقهٔ مسکونی در ایالات متحده آمریکا است که در شهرستان هامبولت، کالیفرنیا واقع شده‌است. لولتا ۵٫۵۰۴ کیلومتر مربع مساحت و ۷۸۳ نفر جمعیت دارد و ۱۴ متر بالاتر از سطح دریا واقع شده‌است.